# Louis Pierre Blanc
Louis Pierre Blanc (Ginebra, 1860-Bucarest, 1903) fue un arquitecto suizo activo en Rumania.

## Biografía
Nacido el 31 de diciembre de 1860 en la ciudad suiza de Ginebra, asistió a la Escuela Politécnica de Zúrich entre 1877 y 1879 y a la Escuela de Bellas Artes de París (1879-1886), donde obtuvo varias medallas. Instalado en Bucarest, ejerció allí la profesión de arquitecto. Sus principales obras fueron la Universidad de Iași, el Ministerio de Dominios, el nuevo edificio del Boulevard y el Instituto Botánico de Bucarest. Ganó el primer premio en el concurso abierto para la futura estación central de trenes de Bucarest y la futura facultad de Medicina. Construyó numerosos edificios escolares en varios condados, además de casas particulares en Sinaia y Bucarest. Falleció el 26 de abril de 1903 en Bucarest.